# Nick Youngs
Nicholas Gerald Youngs (Runton, 15 dicembre 1959) è un ex rugbista a 15 britannico, nazionale inglese, il cui ruolo era mediano di mischia.

## Biografia
La sua carriera si svolse interamente nel Leicester Tigers fino al 1990.
Tra il 1983 e il 1984 scese in campo per l'Inghilterra in sei occasioni, con presenze in due edizioni consecutive del Cinque Nazioni, ma soprattutto con una vittoria di prestigio per 15-9 a Twickenham contro la Nuova Zelanda nel corso dei test di fine anno 1983.
Attualmente vive a Norfolk dove svolge l'attività di imprenditore agricolo, e dove sono nati i suoi due figli, Tom, tallonatore, e Ben, mediano di mischia, entrambi titolari del Leicester e internazionali a loro volta per l'Inghilterra.